# Björsjökyrkan
Björsjökyrkan är en kyrkobyggnad i Gävle i Uppsala stift uppförd 1993. Den ligger i stadsdelen Södra Bomhus och tillhör Gävle församling.

## Kyrkobyggnaden
Kyrkan ritades av arkitekt Nils Gustafsson, Arkab Arkitekter, Gävle. Inredningsarkitekt var Åke Westin, Uppsala. En glasmosaik på korväggen är av Lars Hofsjö. Motivet är Kristi heliga fem sår. Kyrkan invigdes andra advent 1993 av ärkebiskop Gunnar Weman. Till kyrkan ansluter två flygelbyggnader, mellan vilka bildas en liten gård. Anläggningen byggdes till 2007. Den innehåller även en förskola.
Ett fristående torn med klocka står i väster och har överst en förgylld kyrktupp.

## Inventarier
- Fristående altare av trä.
- Ljusstakar till altare, vaser, dopskål och nattvardsservis är av keramik från keramiker Gunnar Hartman, Olofsfors.
- Processionskors.
- Orgeln är en digitalorgel av märket Allen.

### Webbkällor
- Bomhus församling om Björsjökyrkan